# La Nuit étoilée (1889)
Pour le tableau de van Gogh peint à Arles, voir La Nuit étoilée (1888).
 (décembre 2014).
Si vous disposez d'ouvrages ou d'articles de référence ou si vous connaissez des sites web de qualité traitant du thème abordé ici, merci de compléter l'article en donnant les références utiles à sa vérifiabilité et en les liant à la section « Notes et références ».
La Nuit étoilée (en néerlandais De sterrennacht) est une peinture de l'artiste peintre postimpressionniste néerlandais Vincent van Gogh. 
Le tableau représente ce que Van Gogh pouvait voir et extrapoler de la chambre qu'il occupait dans l'asile du monastère Saint-Paul-de-Mausole à Saint-Rémy-de-Provence en mai 1889. Souvent présenté comme son grand œuvre, le tableau a été reproduit à de très nombreuses reprises. Il est maintenant conservé dans le Museum of Modern Art (MoMA) à New York depuis 1941.

## Genèse de l'œuvre

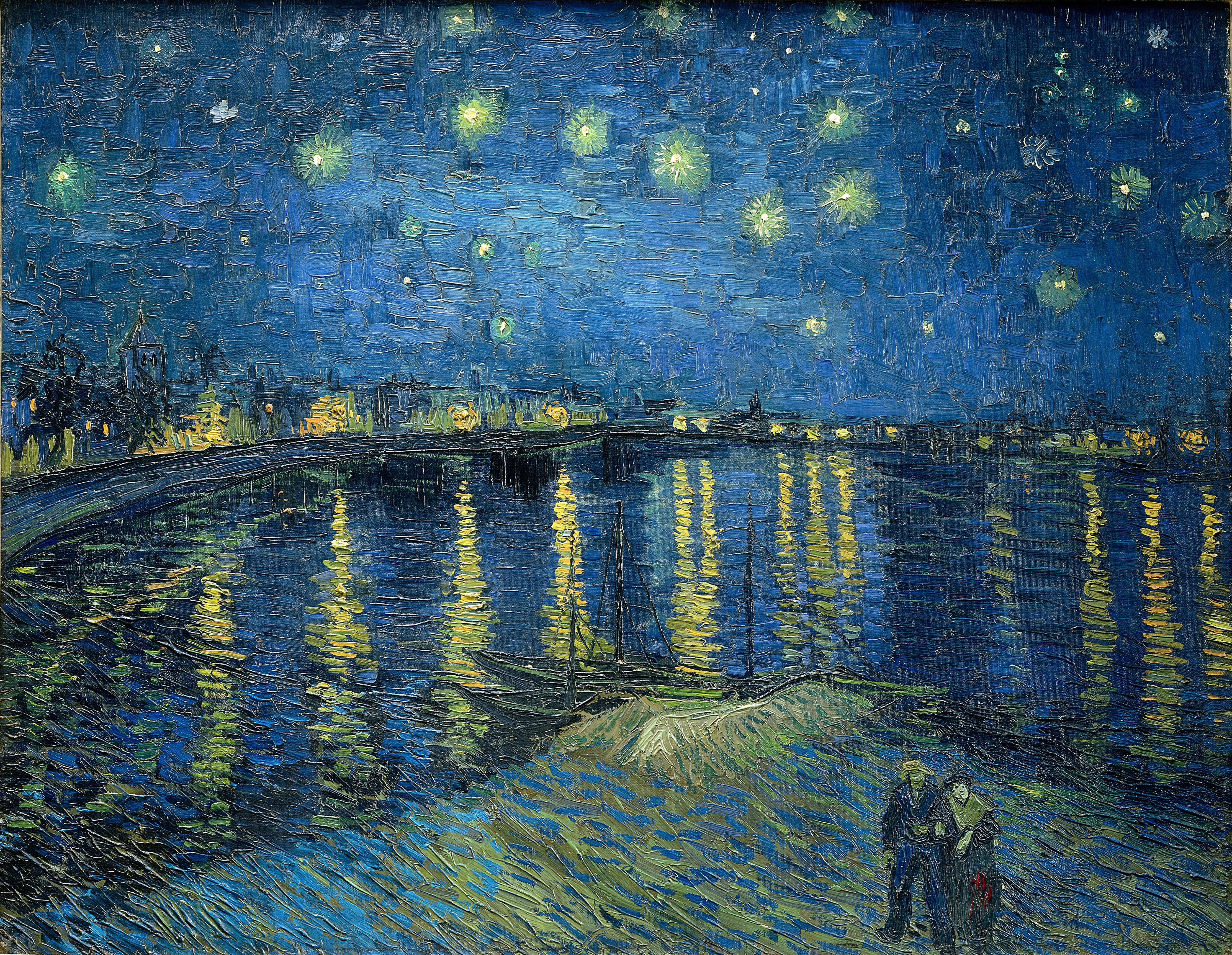
La Nuit étoilée sur le Rhône, 1888, huile sur toile.

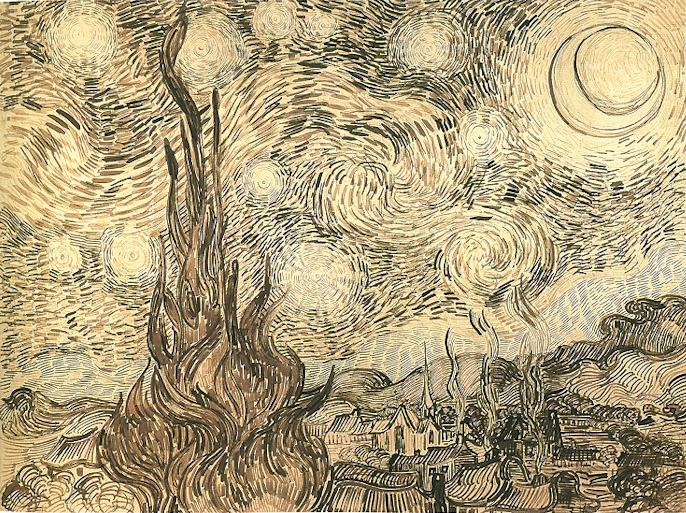
Cyprès dans la nuit étoilée, copie à la plume de roseau, dessinée par Van Gogh d'après le tableau en 1889.

À l'automne 1888, alors que Van Gogh réside à Arles, il réalise une peinture connue  également sous le nom de La Nuit étoilée ou détaillée en Nuit étoilée sur le Rhône. Presque un an après, en juin 1889, il annonce[réf. nécessaire] « une nouvelle étude d'un ciel étoilé ». En mi-septembre 1889, après avoir été admis dans l'asile du monastère Saint-Paul-de-Mausole à cause d'une crise de nerfs qui a duré de mi-juin jusqu'à fin août, il inclut cette nuit étoilée dans un des travaux qu'il envoie à son frère, Théo, à Paris.
Pour le peintre, « la nuit est beaucoup plus vivante et richement colorée que le jour ».
Le ciel représenté dans le tableau correspondrait à la configuration céleste visible à Saint-Rémy-de-Provence, le 25 mai 1889, à 4 h 40 précisément.

## Description
L'œuvre rassemble à la fois une observation directe du sujet et l'ajout d'éléments pour la composition.
Le ciel occupe la majorité du tableau et est composé de volutes et de tourbillons rappelant des nébuleuses. Les étoiles et la Lune sont entourées par des touches de peinture créant ainsi un halo. La Lune est visible en haut à droite, Vénus étant représentée à droite du cyprès.
La partie centrale du tableau représente le village de Saint-Rémy-de-Provence vu depuis la chambre de Van Gogh dans l'asile du monastère Saint-Paul-de-Mausole, en direction du nord. Cependant le clocher de l'église est de style hollandais.
Les Alpilles apparaissent au loin à droite de la toile. Les collines intermédiaires ne correspondent toutefois pas à la vue réelle depuis l'asile et semblent avoir été rapportées d'un autre point de vue, en direction du sud. Le cyprès, au premier plan dans la partie gauche de la toile, a été ajouté pour la composition. L'air dans ce tableau est représenté par les nuages qui suivent le chemin des étoiles.
Pour l'astrophysicien Jean-Pierre Luminet, le tourbillon figuré dans le ciel du tableau pourrait aussi avoir été inspiré à Van Gogh par les galaxies spirales qu'en 1845 William Parsons fut le premier à découvrir et dessiner, les nommant alors nébuleuses spirales et dont on donnait, à l'époque de la genèse du tableau, les premières représentations picturales dans les revues d'astronomie. Luminet évoque en particulier la galaxie dite « du Tourbillon ».

Détails de l'œuvre.
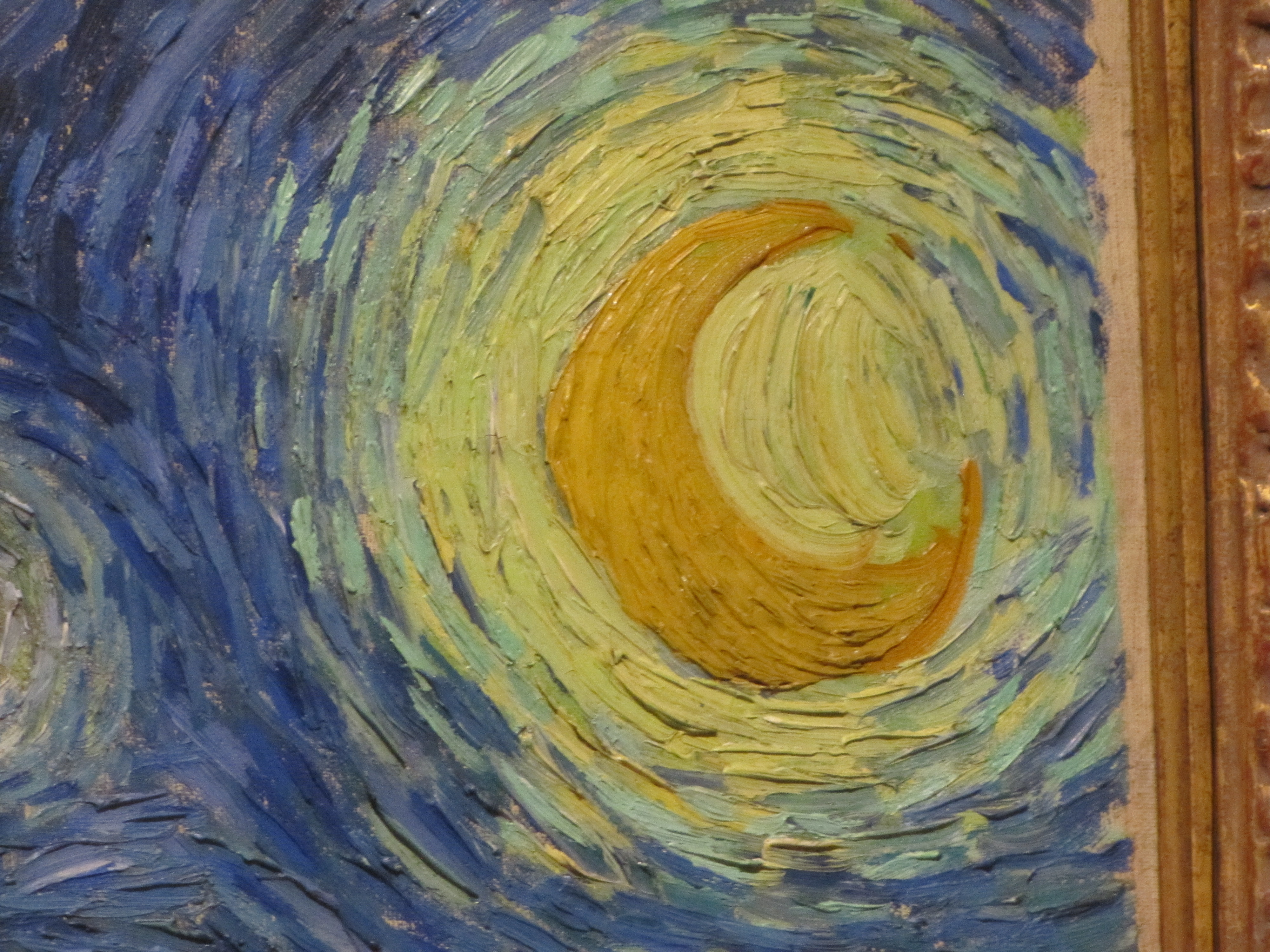
Lune.
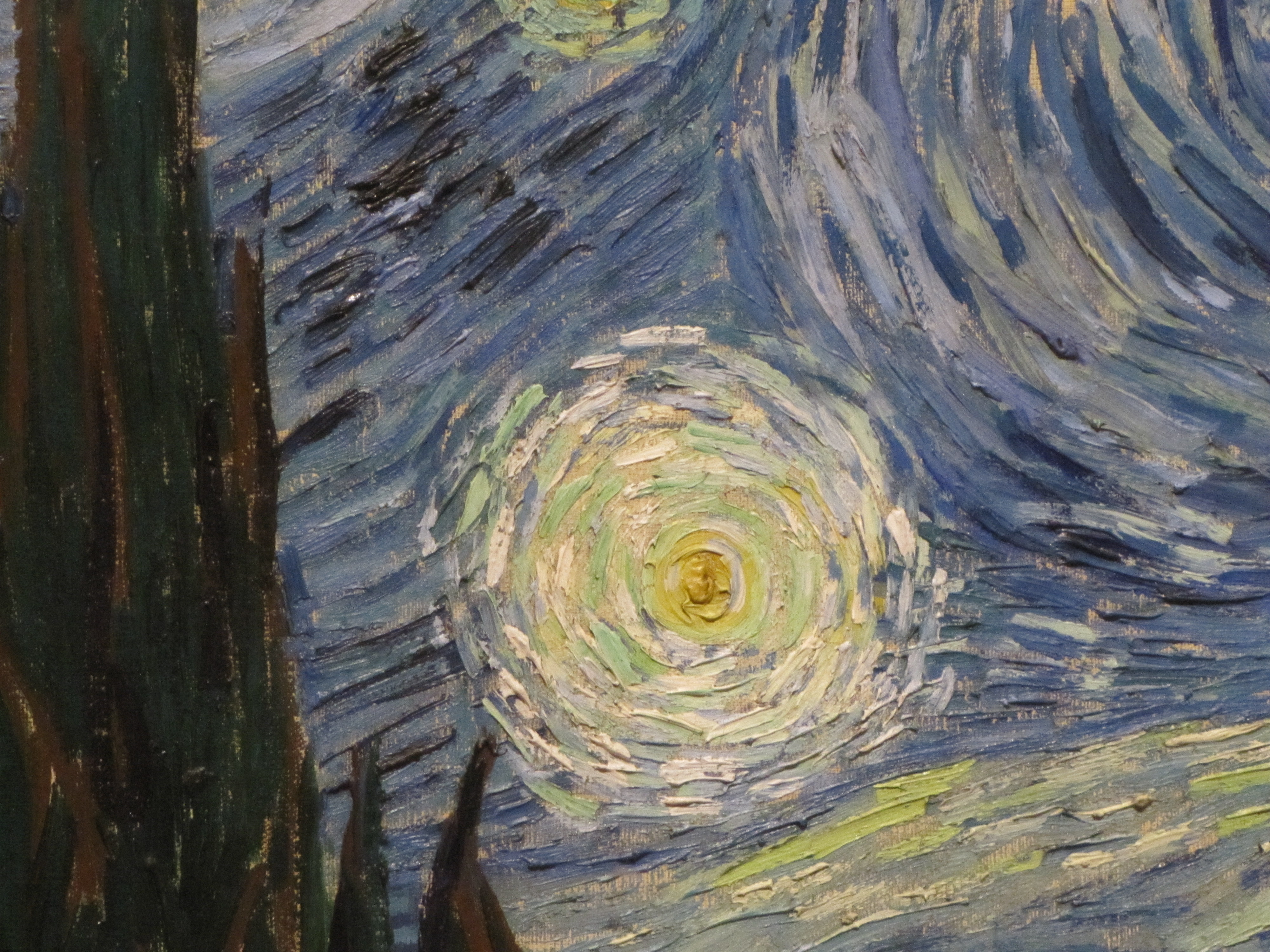
Vénus
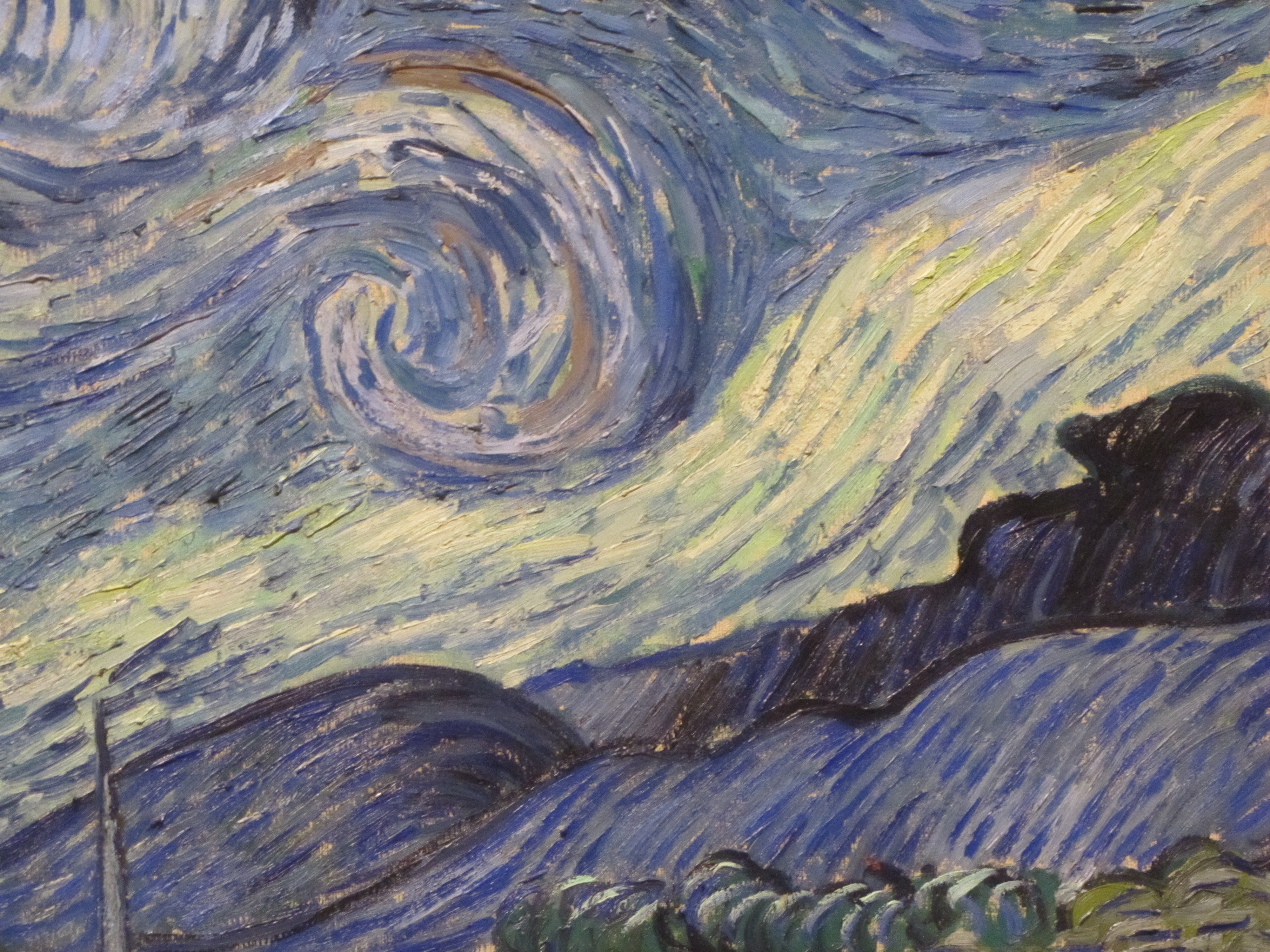
Collines et ciel.
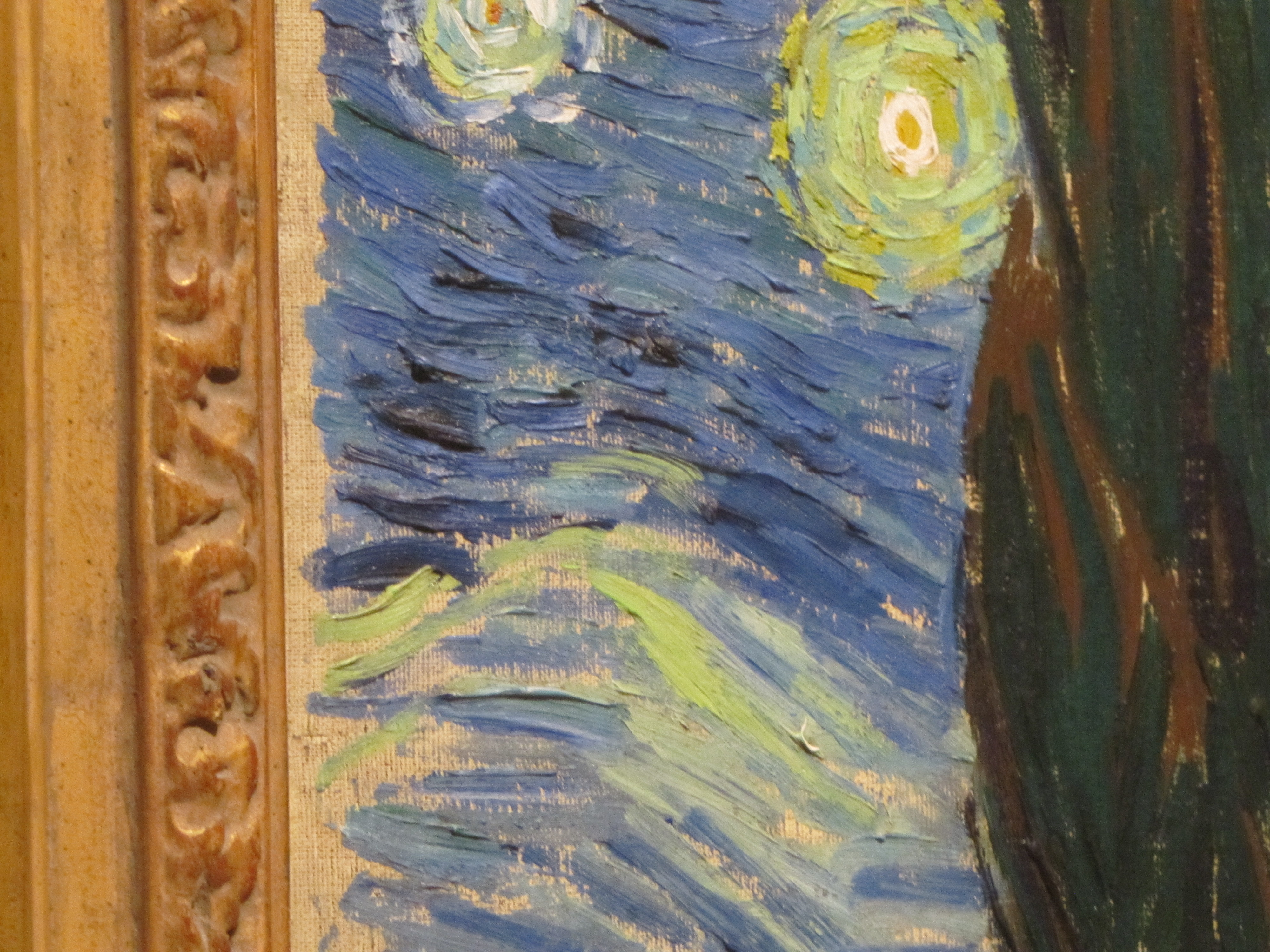
Partie gauche de la toile et encadrement.
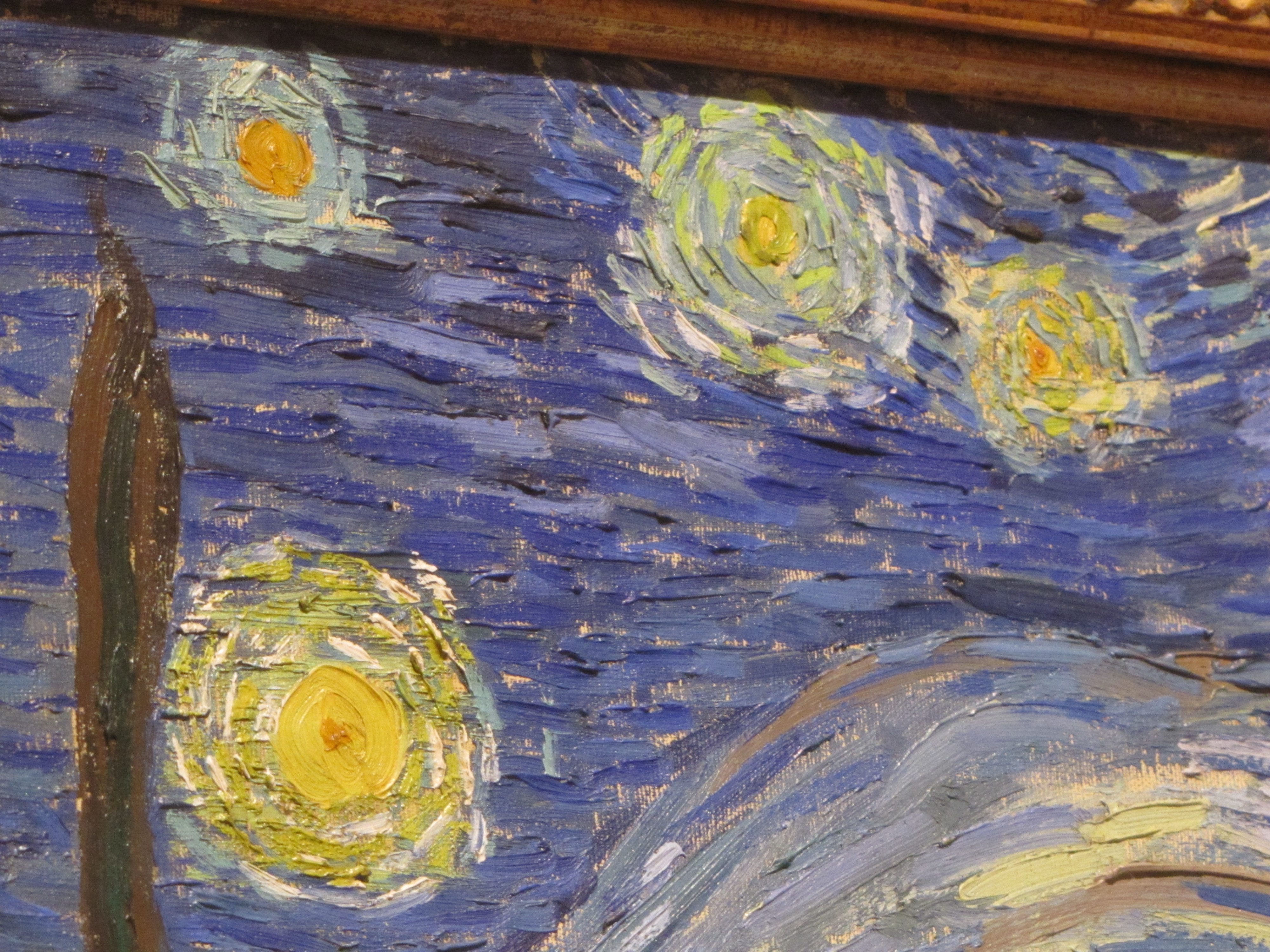
Le ciel étoilé.

## Interprétations

### Interprétation artistique
La documentation du MOMA interprète le cyprès du premier plan comme un symbole de la mort, en tant qu'arbre des cimetières. Sa position entre ciel et Terre renforce cette impression.

### Interprétation physique
En 2024, une étude parue dans la revue scientifique Physics of Fluids analyse les tourbillons dans le ciel sous l'angle de mécanique des fluides grace a une étude numérique à fin de déterminer si des turbulences ont été représentées par Van Gogh. 
Les résultats montrent que les tourbillons suivent la loi de Kolmogorov, solution à l'équation de la mécanique des fluides, ce qui confirme la présence de turbulences cachées dans le coup de pinceau de l'artiste.

## Historique des propriétaires
Liste donnée par le musée :
- Juin -  Septembre 1889, Vincent van Gogh, Saint-Rémy-de-Provence.
- Septembre 1889 - Janvier 1891, Théo van Gogh (1857-1891), Paris, frère de Vincent van Gogh.
- Janvier 1891 - Décembre 1900 : Johanna van Gogh-Bonger, Amsterdam, hérité de Theo van Gogh.
- Décembre 1900 - Février 1901, Julien Leclercq, Paris, acheté grâce à Johanna van Gogh-Bonger.
- Février 1901 - avant juillet 1905, Claude-Émile Schuffenecker, Paris, acquis par échange avec Julien Leclercq.
- Après juillet 1905 - Mars 1906, Johanna van Gogh-Bonger, Amsterdam, acheté à Claude-Emile Schuffenecker.
- Possiblement propriété de la Oldenzeel Gallery à Rotterdam
- 1906 - 1938,  Georgette P. van Stolk (d)  (1867-1963), Rotterdam, acheté grâce à la Oldenzeel Gallery.
- 1938 - 1941, Paul Rosenberg Gallery, New York, acheté à Georgette P. van Stolk grâce à Jacob Baart de la Faille.
- 1941, Museum of Modern Art, New York, acquis par échange avec Paul Rosenberg Gallery.